# Mihai Miron
Mihai Miron (n. 29 septembrie 1942 - d. 2007) a fost un deputat român din legislatura 1990-1992, ales în județul Giurgiu pe listele partidului FSN.

## Biografie
Mihai Miron a fost membru în grupul parlamentar de prietenie cu Japonia. A fost casatorit de 2 ori, cu prima sotie a avut 3 copii, 1 baiat si 2 fete, iar cu cea de a doua soție doar o fată.